# Semi-marathon de Cobán
Le semi-marathon de Cobán, ou Cobán 21K, est une épreuve de course de semi-marathon, qui a lieu annuellement au mois de mai à Cobán, au Guatemala.
La première édition a eu lieu le 4 mai 1975 et regroupa une centaine de participants.
En 2011, une prime de 100 000 dollars est offerte à quiconque battra le record du monde du semi-marathon, qui était de 58 min 23 s, à l'époque. Toutefois, dû au profil du parcours, très vallonné, il semble peu probable que le record du monde soit battu dans le cadre de cette épreuve.
Il s'agit de la course à pied la plus importante du Guatemala.

## Parcours
Le départ est donné à Cobán, à la Plaza Magdalena. Le tracé conduit à la ville voisine de San Pedro Carchá et revient ensuite à Cobán. L'arrivée se joue à l'intérieur du stade Verapaz.
Le dénivelé positif est de 294 mètres pour un dénivelé négatif de 278 mètres.

## Palmarès
Légende:
| Edition | Année | Vainqueur hommes                            | Nationalité                                 | Temps                                       | Vainqueur femmes                            | Nationalité                                 | Temps                                       |
| ------- | ----- | ------------------------------------------- | ------------------------------------------- | ------------------------------------------- | ------------------------------------------- | ------------------------------------------- | ------------------------------------------- |
| 48      | 2024  | Mario Pacay                                 | Guatemala                                   | 1 h 05 min 09 s                             | Cindy Meza Domínguez                        | Mexique                                     | 1 h 15 min 50 s                             |
| 47      | 2023  | Alberto González                            | Guatemala                                   | 1 h 03 min 04 s                             | Cynthia Jerop                               | Kenya                                       | 1 h 17 min 09 s                             |
| 46      | 2022  | Rodger Gesabwa                              | Kenya                                       | 1 h 06 min 00 s                             | Leah Kigen                                  | Kenya                                       | 1 h 19 min 33 s                             |
|         | 2021  | Annulé en raison de la pandémie de Covid-19 | Annulé en raison de la pandémie de Covid-19 | Annulé en raison de la pandémie de Covid-19 | Annulé en raison de la pandémie de Covid-19 | Annulé en raison de la pandémie de Covid-19 | Annulé en raison de la pandémie de Covid-19 |
|         | 2020  | Annulé en raison de la pandémie de Covid-19 | Annulé en raison de la pandémie de Covid-19 | Annulé en raison de la pandémie de Covid-19 | Annulé en raison de la pandémie de Covid-19 | Annulé en raison de la pandémie de Covid-19 | Annulé en raison de la pandémie de Covid-19 |
| 45      | 2019  | Daniel Muteti                               | Kenya                                       | 1 h 05 min 16 s                             | Vicoty Chepngen                             | Kenya                                       | 1 h 13 min 23 s                             |
| 44      | 2018  | Daniel Muteti                               | Kenya                                       | 1 h 05 min 43 s                             | Grace Nganga                                | Kenya                                       | 1 h 16 min 52 s                             |
| 43      | 2017  | Edwin Kipsang                               | Kenya                                       | 1 h 04 min 16 s                             | Gladys Tejeda                               | Pérou                                       | 1 h 14 min 06 s                             |
| 42      | 2016  | MacDonard Ondara                            | Kenya                                       | 1 h 05 min 43 s                             | Risper Gesabwa                              | Kenya                                       | 1 h 16 min 41 s                             |
| 41      | 2015  | MacDonard Ondara                            | Kenya                                       | 1 h 04 min 59 s                             | Sarah Kiptoo                                | Kenya                                       | 1 h 17 min 36 s                             |
| 40      | 2014  | Geoffrey Bundi                              | Kenya                                       | 1 h 04 min 10 s                             | Amare Sherwarge                             | Éthiopie                                    | 1 h 17 min 02 s                             |
| 39      | 2013  | Alene Imera Reta                            | Kenya                                       | 1 h 04 min 26 s                             | Tsehey Adhana                               | Kenya                                       | 1 h 17 min 27 s                             |
| 38      | 2012  | MacDonard Ondara                            | Kenya                                       | 1 h 04 min 53 s                             | Rose Jebet                                  | Kenya                                       | 1 h 19 min 41 s                             |
| 37      | 2011  | Peter Cherouiot                             | Kenya                                       | 1 h 03 min 51 s                             | Neriah Nyaboke Asiba                        | Kenya                                       | 1 h 17 min 30 s                             |
| 36      | 2010  | Julius Ketter                               | Kenya                                       | 1 h 06 min 20 s                             | Amare Sherwarge                             | Éthiopie                                    | 1 h 17 min 02 s                             |
| 35      | 2009  | MacDonard Ondara                            | Kenya                                       | 1 h 05 min 41 s                             | Genoveva Jelagat                            | Kenya                                       | 1 h 15 min 42 s                             |
| 34      | 2008  | Elias Kemboi                                | Kenya                                       | 1 h 13 min 59 s                             | Neriah Nyaboke Asiba                        | Kenya                                       | 1 h 14 min 41 s                             |
| 33      | 2007  | Duncan Kibet                                | Kenya                                       | 1 h 04 min 08 s                             | Neriah Nyaboke Asiba                        | Kenya                                       | 1 h 13 min 25 s                             |
| 32      | 2006  | Evans Cheruiyot                             | Kenya                                       | 1 h 13 min 45 s                             | Genoveva Jelagat                            | Kenya                                       | 1 h 12 min 41 s                             |
| 31      | 2005  | John Korir                                  | Kenya                                       | 1 h 03 min 45 s                             | Monamyi Grace                               | Kenya                                       | 1 h 13 min 10 s                             |
| 30      | 2004  | Simone Sawe                                 | Kenya                                       | 1 h 04 min 43 s                             | Alvina Gallyamova                           | Russie                                      | 1 h 16 min 24 s                             |
| 29      | 2003  | Enos Ketter                                 | Kenya                                       | 1 h 02 min 15 s                             | Ramina Burungulova                          | Russie                                      | 1 h 16 min 08 s                             |
| 28      | 2002  | Enos Ketter                                 | Kenya                                       | 1 h 04 min 18 s                             | Gladis Asiba                                | Kenya                                       | 1 h 16 min 44 s                             |
| 27      | 2001  | Jackson Koech                               | Kenya                                       | 1 h 04 min 49 s                             | Lucia Subano                                | Kenya                                       | 1 h 16 min 56 s                             |
| 26      | 2000  | Ben Kimodiu                                 | Kenya                                       | 1 h 05 min 46 s                             | Lucia Subano                                | Kenya                                       | 1 h 16 min 56 s                             |
| 25      | 1999  | Faustino Reynoso                            | Mexique                                     | 1 h 05 min 29 s                             | Vilma Guerra                                | Équateur                                    | 1 h 16 min 29 s                             |
| 24      | 1998  | Silvio Guerra                               | Équateur                                    | 1 h 04 min 06 s                             | Alina Chirchir                              | Kenya                                       | 1 h 17 min 19 s                             |
| 23      | 1997  | Khalid Khannouchi                           | Maroc                                       | 1 h 04 min 30 s                             | Estela Castro                               | Colombie                                    | 1 h 14 min 13 s                             |
| 22      | 1996  | Andrew Masai                                | Kenya                                       | 1 h 04 min 57 s                             | Estela Castro                               | Colombie                                    | 1 h 15 min 06 s                             |
| 21      | 1995  | John Kiproskei                              | Kenya                                       | 1 h 06 min 20 s                             | Estela Castro                               | Colombie                                    | 1 h 20 min 03 s                             |
| 20      | 1994  | John Kiproskei                              | Kenya                                       | 1 h 04 min 56 s                             | Nicole Whiteford                            | Afrique du Sud                              | 1 h 19 min 00 s                             |
| 19      | 1993  | José Luis Molina                            | Costa Rica                                  | 1 h 06 min 29 s                             | Karla Borovica                              | États-Unis                                  | 1 h 22 min 24 s                             |
| 18      | 1992  | Roberto Punina                              | Équateur                                    | 1 h 06 min 53 s                             | María Cordero                               | Guatemala                                   | 1 h 29 min 09 s                             |
| 17      | 1991  | Roberto Punina                              | Équateur                                    | 1 h 06 min 23 s                             | Lucía Rendón                                | Mexique                                     | 1 h 22 min 24s                              |
| 16      | 1990  | Alberto Paredes                             | Guatemala                                   | 1 h 08 min 20 s                             | Jean Pare                                   | États-Unis                                  | 1 h 25 min 17 s                             |
| 15      | 1989  | Héctor Cabrera                              | Mexique                                     | 1 h 07 min 08 s                             | Aura Morales                                | Guatemala                                   | 1 h 24 min 49 s                             |
| 14      | 1988  | Dionisio Cerón                              | Mexique                                     | 1 h 07 min 59 s                             | María Reyna                                 | Mexique                                     | 1 h 13 min 49 s                             |
| 13      | 1987  | Virgilio Herrera                            | Guatemala                                   | 1 h 06 min 06 s                             | Laner Drew                                  | États-Unis                                  | 1 h 23 min 46 s                             |
| 12      | 1986  | Hugo García                                 | Guatemala                                   | 1 h 06 min 34 s                             | Isabel Tun                                  | Guatemala                                   | 1 h 23 min 46 s                             |
| 11      | 1985  | Jesús Amariles                              | Colombie                                    | 1 h 04 min 25 s                             | Alicia Ruano                                | Guatemala                                   | 1 h 21 min 49 s                             |
| 10      | 1984  | Jesús Amariles                              | Colombie                                    | 1 h 05 min 38 s                             | Lorena García                               | Salvador                                    | 1 h 21 min 22 s                             |
| 9       | 1983  | Virgilio Herrera                            | Guatemala                                   | 1 h 04 min 26 s                             | Alicia Ruano                                | Guatemala                                   | 1 h 24 min 01 s                             |
| 8       | 1982  | Eulalio Herrera                             | Guatemala                                   | 1 h 07 min 28 s                             | Alicia Ruano                                | Guatemala                                   | 1 h 28 min 01 s                             |
| 7       | 1981  | Victor Mora                                 | Colombie                                    | 1 h 04 min 56 s                             | Olga Camey                                  | Guatemala                                   | 1 h 39 min 26 s                             |
| 6       | 1980  | Rafael Pérez                                | Costa Rica                                  | 1 h 05 min 25 s                             | Elsa Mendoza                                | Guatemala                                   | 1 h 24 min 38 s                             |
| 5       | 1979  | Virgilio Herrera                            | Guatemala                                   | 1 h 05 min 27 s                             | Bilba Maldonado                             | Guatemala                                   | 1 h 49 min 23 s                             |
| 4       | 1978  | Ariel Rodríguez                             | Colombie                                    | 1 h 09 min 14 s                             | Bilba Maldonado                             | Guatemala                                   | 1 h 41 min 51 s                             |
| 3       | 1977  | Alfredo Santos                              | Colombie                                    | 1 h 06 min 27 s                             | Bilba Maldonado                             | Guatemala                                   | 1 h 45 min 13 s                             |
| 2       | 1976  | Victoriano López Coco                       | Guatemala                                   | 1 h 08 min 08 s                             | Amanda Matias                               | Guatemala                                   | 1 h 46 min 27 s                             |
| 1       | 1975  | Hipólito López                              | Honduras                                    | 1 h 10 min 38 s                             | Elsa Mendoza                                | Guatemala                                   | 1 h 52 min 58 s                             |